# Lupulella
Lupulella es un género de caninos que se encuentran en África.

## Taxonomía

### Relación conCanis
Las dos especies habían sido consideradas previamente miembros del género Canis. En 2017, una revisión taxonómica recomendó que estas dos especies fueran reconocidas como género Lupulella. En respuesta a esta revisión, la American Society of Mammalogists reconoció el nuevo género.
En 2019, un taller organizado por el Grupo de especialistas en cánidos de la SSC/UICN recomienda que debido a que la evidencia de ADN muestra que el chacal de rayado (Canis adustus) y el chacal de lomo negro (Canis mesomelas) forman un linaje monofilético que se encuentra fuera de los clados Canis/Cuon /Lycaon, que deben colocarse en un género distinto, Lupulella (Hilzheimer, 1906) con los nombres Lupulella adusta y Lupulella mesomelas.

### Especies
Este género consta de solo dos especies existentes:
- Chacal de lomo negro (Lupulella mesomelas)
- Chacal rayado (Lupulella adusta)